# Jurassic 5
Jurassic 5 była hip-hopową grupą pięciu amerykańskich artystów: czterech raperów (Akil, Chali 2na, Mark 7even, Zaakir/Soup) i DJ Nu-Marka założoną w 1993 roku w Los Angeles. Artyści wcześniej należeli do dwóch grup, Rebels of Rhythm i Unity Committee. W swoich utworach wykorzystywali sample ze starych piosenek jazzowych, swingowych i funkowych.
Pierwotnie do Jurassic 5 należało sześciu członków. W składzie był także drugi DJ – Cut Chemist. Z powodu liczby 5 w nazwie zespołu, często dochodziło do pomyłek podczas podawania liczby członków ekipy. Błędne informacje wielokrotnie pojawiały się na przykład w gazetach. Kiedyś podczas trasy koncertowej doszło nawet do pomyłki w hotelu – dla artystów zamówiono pięć miejsc zamiast sześciu.

## Historia
Skład zaczynał od małych koncertów w amerykańskich klubach, a na rynku muzycznym zadebiutował w 1995 roku wypuszczając singel "Unified Rebelution". O Jurajskiej Piątce zaczęto jednak głośniej mówić po ukazaniu się ich pierwszego albumu, Jurassic 5 LP, wydanego w grudniu 1997 roku w wytwórni Pan Records. Rok później ukazała się rozszerzona wersja tegoż albumu, z dodatkowymi utworami znanymi fanom z pierwszych koncertów szóstki muzyków. Pierwszy album przedstawia bardziej "undergroundową" stronę zespołu. Można na nim usłyszeć jedną z najbardziej znanych piosenek Jurassic 5, pt. Concrete Schoolyard. Oprócz tego znajduje się tam bardzo znany utwór DJ-a Cut Chemista pt. "Lesson 6"
W 1999 roku, skład hip-hopowy podpisał umowę z wytwórnią Interscope Records, u której wydał wszystkie swoje kolejne albumy (pierwszy z nich to album Quality Control). W tych albumach artyści stopniowo odchodzą od swoich "undergroundowych" korzeni i zaczynają eksperymentować z nowymi, świeżymi brzmieniami.
W roku 2000, kiedy ekipa zmierzała w kierunku Nashville w stanie Tennessee, kierowca ich autobusu zasnął przy kierownicy i spowodował wypadek. Mimo iż cała szóstka przeżyła, z powodu obrażeń zmuszeni byli spędzić jakiś czas w szpitalu. Najpoważniejszych obrażeń doznał Chali 2na, jednak nie były one na tyle poważne by uniemożliwić mu dalsze występowanie na scenie.
25 lipca 2006 roku ukazał się nowy album zespołu pt. Feedback, również wydany przez Interscope Records. Pierwszy singel promujący płytę nosi nazwę "Work it Out" i został stworzony przy udziale Dave Matthews Band.
Na najnowszym albumie grupy nie pojawił się Cut Chemist, który odszedł z grupy aby rozwinąć swoją solową karierę DJ-a i producenta.
Jurassic 5 rozpadło się po swoim ostatnim występie w Japonii, w marcu 2007 roku.

## Dyskografia
- Jurassic 5 (1 grudnia 1997, Pan Records)
- Quality Control (20 czerwca 2000, Interscope Records)
- Power In Numbers (8 października 2002, Interscope Records)
- Feedback (25 lipca 2006, Interscope Records)